# مجزرة عائلة شهاب
مجزرة جباليا (12 أكتوبر 2023) وتُعرف كذلك باسمِ مجزرة عائلة شهاب هي مجزرةٌ ارتكبها سلاح الجوّ الإسرائيلي حينما أغارَ على منازل المدنيين في مخيم جباليا شمال قطاع غزة في وقتٍ مبكّرٍ من يوم الثاني عشر من تشرين الأول/أكتوبر 2023. هذه المجزرة هي ثاني مجزرة يقترفها جيش الاحتلال الإسرائيلي في حقِّ مدينة جباليا في أقلِّ من أسبوع خلال عملية طوفان الأقصى بعد مجزرة جباليا الأولى يوم 9 أكتوبر من نفسِ العام والتي راحَ ضحيّتها 50 فلسطينيًا. تسبّبت هذه المجزرة الإسرائيليّة والتي استهدفت منطقة حيويّة ومكتظة بالسكّان في استشهاد ما لا يقلُّ عن 45 فلسطينيًا، 39 منهم من عائلة واحدة (عائلة شهاب) والـ 6 المتبقين من عائلة ثانية (عائلة أبو حميدان).

## خلفية
أطلقت حركة المقاومة الإسلامية حماس عبر ذراعها العسكري كتائب الشهيد عز الدين القسام وبمساعدةٍ من فصائل فلسطينيّة أخرى وعلى رأسها سرايا القدس الذراع العسكري لحركة الجهاد الإسلامي في فلسطين وكتائب أبو علي مصطفى الذراع العسكري للجبهة الشعبيّة لتحرير فلسطين عملية طوفان الأقصى في ساعاتِ الصباح الأولى من يوم السابع من تشرين الأول/أكتوبر 2023 وذلك ردًا على الاعتداءات الإسرائيلية وتدنيس الأقصى والاستمرار في الاستيطان كما أكّد على ذلك محمد الضيف القائد العام للقسّام والذي أعطى شارة انطلاق العمليّة التي شهدت اقتحامًا من المقاومين لمستوطنات غلاف غزة حيث اشتبكوا مع فرقة غزة ونجحوا في قتلِ عدد كبيرٍ من مجنّديها فضلًا عن أسر عشرات آخرين كما استطاعوا خلال ساعات قطع عشرات الكيلومترات ووصلوا لمستوطنات أبعد من تلك المحيطة والقريبة من قطاع غزة.
فشلت إسرائيل في التعامل مع المقاومين لأزيد من 50 ساعة بعد تسلّل العشرات منهم لداخل المستوطنات، حيثُ استمرَّت الاشتباكات بين الجيش الإسرائيلي وبين المقاومين في عديد المستوطنات وعلى رأسها سديروت. الردُّ الإسرائيلي على هذه العمليّة جاء عبر شنّ سلاح الجو الإسرائيلي لعشرات الغارات العشوائيّة على قطاع غزة متسبّبة في مقتل عشرات المدنيين وتدمير البنية التحتية لمدن القطاع، بل وصل الأمر حد فرض إغلاق شامل وقطعٍ متعمّدٍ وبقرارٍ حكومي لكل من الماء والكهرباء والغاز وهو ما هدَّد حياة أكثر من مليونَي فلسطيني يعيشُ داخل القطاع الذي يُعاني أصلًا من تبعات حصار خانق ومستمرّ منذُ 16 من تل أبيب.
أفضت الغارات الإسرائيلية العشوائيّة لمجزرة أولى في مخيم الشاطئ في اليوم الثالث للعمليّة (9 أكتوبر) ما تسبب في مقتل عشرات المدنيين، وما هي إلّا ساعاتٍ حتى ارتكبت الطائرات الإسرائيلية مجزرة جديدة وهذه المرة حين أغارت على سوقٍ في جباليا فأوقعت 60 قتيلًا الغالبية العُظمى منهم من المدنيين.

## المجزرة
استيقظَ الفلسطينيون في محافظة شمال غزة على وقعِ انفجاراتٍ عنيفةٍ تهزُّ مدينة جباليا، ففي نحو الخامسة والنصف صباحًا أغارت طائرات الاحتلال الإسرائيلي على شقة سكنية كاملة مأهولة بالسكّان ومن دون تحذير مسبق ولا إنذار ولا حتى صاروخ تحذيري، قبل أن تنتقل لأحياء سكنية أخرى وتدكّها أيضًا بما في ذلك حي الكرامة الذي تعرض للقصف أكثر من مرة في الأيام القليلة الماضية. كان من الواضحِ أن الغارة على الشقة السكنية في جباليا ستُخلّف الكثير من الضحايا حيث أظهرت الصور ومقاطع الفيديو الأولى من الموقع الذي تعرّض للقصف ضحايا بالعشرات وسحابات غبار منعت الرؤية الواضحة. تمكّنت سيارات الإسعاف من انتشال جثامين 15 فلسطينيًا في حصيلة أوليّة بدت مرشّحة للارتفاع أكثر فأكثر مع استمرار طواقم الإسعاف في انتشال عشرات الضحايا الآخرين والذين وقعوا ما بين قتيل وجريح. أعلنت وزارة الصحة داخل القطاع في حصيلة شبه نهائيّة ارتفاع عدد قتلى هذه المجزرة لـ 45 فلسطينييًا جميعهم من أسرة واحدة.

## الضحايا
هذه قائمة بضحايا مجزرة جباليا يوم 12 أكتوبر 2023 وجميعهم من المدنيين فضلًا عن كونهم من عائلة واحدة أُبيدت عن بكرة أبيها بعد القصف الإسرائيلي الذي استهدفَ شقّتهم السكنية وسوَّاها بالأرض. القائمة مقسّمة على ثلاث: الرجال، النساء ثمّ الأطفال مع أعمارِ الضحايا:
الرجال (11)
- صالح عمر مصطفى شهاب (41 سنة)
- عبدالله عمر مصطفى شهاب (38 سنة)
- إسلام فريد مصطفى شهاب (38 سنة)
- مصطفى عمر مصطفى شهاب (46 سنة)
- عمر مصطفى عمر شهاب (25 سنة)
- أحمد مصطفى عمر شهاب (21 سنة)
- محمد عبد الرحمن أحمد شهاب (37 سنة)
- عبد الرحمن أحمد عبد الرحمن شهاب (65 سنة)
- أحمد عبد الرحمن أحمد شهاب (42 سنة)
- عبد الرحمن ربيع عبد الرحمن شهاب (54 سنة)
- عبد الرحمن أشرف مصطفى أبو حميدان (20 سنة)

الأطفال (25)
- جنان صالح عمر شهاب (12 سنة)
- أفنان صالح عمر شهاب (6 سنوات)
- عائشة صالح عمر شهاب (4 سنوات)
- أنس صالح عمر شهاب 17 (سنة)
- رواند صالح عمر شهاب (18 سنة)
- محمد مصطفى عمر شهاب (17 سنة)
- ولاء عبدالله عمر شهاب (13 سنة)
- آلاء عبدالله عمر شهاب (12 سنة)
- عمر عبدالله عمر شهاب (9 سنوات)
- عبد الكريم عبدالله عمر شهاب (سنتين)
- عائشة عمر مصطفى شهاب (3 سنين)
- محمد عمر مصطفى شهاب (40 يومًا)
- سعاد أحمد عبد الرحمن شهاب (6 سنوات)
- عبد الرحمن أحمد عبد الرحمن شهاب (13 سنة)
- لينة أحمد عبد الرحمن شهاب (10 سنوات)
- إسراء محمد عبد الرحمن شهاب (12 سنة)
- أسامة محمد عبد الرحمن شهاب (9 سنوات)
- جودي محمد عبد الرحمن شهاب (6 سنوات)
- بلال عبد الرحمن ربيع شهاب (6 سنين)
- لوتس عبدالرحمن ربيع شهاب (10 سنين)
- ريتا عبد الرحمن ربيع شهاب (7 سنين)
- هالة أشرف مصطفى أبو حميدان (17 سنة)
- شيماء أشرف مصطفى أبو حميدان (16 سنة)
- مريم أشرف مصطفى أبو حميدان (13 سنة)
- جنى أشرف مصطفى أبو حميدان (7 سنين)

النساء (9)
- آمنة عبد الرحمن أحمد شهاب (41 سنة)
- آسيا عبد الرحمن أحمد شهاب (43 سنة)
- إيناس خطاب عبد الكريم شهاب (26 سنة)
- سعاد ربيع عبد الرحمن شهاب (61 سنة)
- خولة عمر مصطفى شهاب (33 سنة)
- حليمة محمد إبراهيم شهاب (79 سنة)
- أسماء ربيع عبد الرحمن شهاب (45 سنة)
- آمنة عمر مصطفى أبو حميدان (41 سنة)
- منى ناهض محمد شهاب (39 سنة)